# Muro (Trofa)
Muro é uma povoação portuguesa sede da Freguesia de Muro do Município da Trofa, freguesia com 5,81 km² de área e 1838 habitantes (censo de 2021), tendo, por isso, uma densidade populacional de 316,4 hab./km².

## História
Antes da instituição do município da Trofa, fazia parte do município de Santo Tirso.

## Demografia
A população registada nos censos foi:
Nota: Nos censos de 1864 a 1991 fazia parte do município de Santo Tirso.
| Distribuição da População por Grupos Etários | Distribuição da População por Grupos Etários | Distribuição da População por Grupos Etários | Distribuição da População por Grupos Etários | Distribuição da População por Grupos Etários |
| -------------------------------------------- | -------------------------------------------- | -------------------------------------------- | -------------------------------------------- | -------------------------------------------- |
| Ano                                          | 0-14 Anos                                    | 15-24 Anos                                   | 25-64 Anos                                   | > 65 Anos                                    |
| 2001                                         | 357                                          | 276                                          | 1106                                         | 233                                          |
| 2011                                         | 284                                          | 226                                          | 1121                                         | 291                                          |
| 2021                                         | 223                                          | 187                                          | 1010                                         | 418                                          |

## Património
- Igreja de São Cristóvão do Muro
- Capela de São Pantaleão
- Edifício Sede da Junta de Freguesia
- Escola EB1 /JI do Muro
- Centro Paroquial NªSrª de Fátima
- Parque da Camélia